# Urban Terror
Urban Terror (ofta förkortat "UrT") är ett datorspel i förstapersonsskjutargenren utvecklat av FrozenSand. Spelet var ursprungligen en mod till Quake 3. När Quake 3-motorn licensierades under GPL-licensen kunde tillägget byggas om till ett komplett spel. 
Spelet skiljer sig från andra förstapersonsskjutare på så sätt att spelaren kan utföra manövrar som inte finns i de flesta andra spel. Exempel på sådana manövrar är Powerslides och Wall jumps som möjliggör snabb och oförutsägbar förflyttning.
I Urban Terror finns redan de flesta vanliga speltyper såsom Team Deathmatch och Capture the Flag. Men även Free-for-all, Team Survivor, Bomb, Follow the Leader och Capture and Hold. Det finns även banor som bygger på användandet av Wall jumping.